# Wladimir Wassiljewitsch Chodakowski

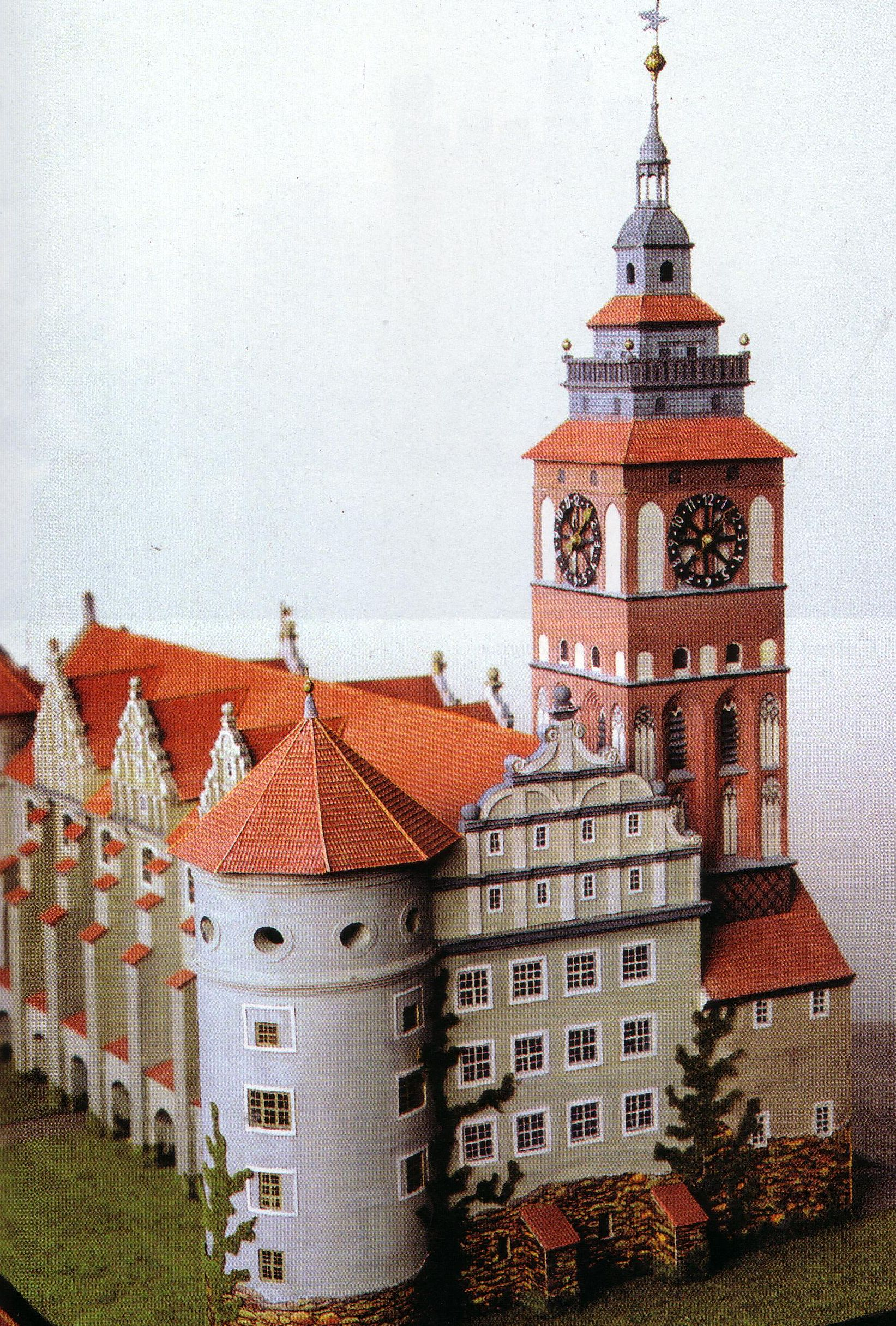
Die Krönungskirche der preußischen Residenz sollte nach den Entwürfen des Stadtarchitekten Chodakowski erhalten bleiben (Modell der Kirche mit Glockenturm).

Wladimir Wassiljewitsch Chodakowski (russisch Владимир Васильевич Ходаковский, wiss. Transliteration Vladimir Vasil’evič Chodakovskij; * 1911 in Kiew; † 1994 in Kaliningrad) war ein russischer Architekt. Als Kaliningrader Chefarchitekt setzte er sich für die Rettung des Königsberger Schlosses ein und war Initiator des öffentlichen Widerstands gegen die Pläne seiner Zerstörung. Er trat von seinem Posten als Chefarchitekt zurück, um gegen die Zerstörung des Schlosses zu protestieren.

## Leben
Chodakowski studierte von 1937 bis 1941 am Aserbaidschanischen Institut für Industrie in Baku, anschließend am Polytechnischen Institut in Kaunas. Von 1941 bis 1945 leistete er im Zweiten Weltkrieg Kriegsdienst als Soldat. Von 1946 bis 1951 war er Mitarbeiter im Institut für Verkehrsprojekte in Litauen. Von 1951 bis 1961 arbeitete er im Projektierungsbüro Wojenmorprojekt (russisch „Военморпроект“). Von 1961 bis 1965 war er Chefarchitekt von Kaliningrad. Noch bevor er dieses Amt innehatte, hielt er im April 1960 eine Versammlung der Kaliningrader Architektenunion (KOSA) ab, in der er vorschlug, das „Alte Schloss“ zu erhalten, was nach seinen Angaben schon mit „geringen Mitteln bewerkstelligt“ werden könne. Chodakowski wollte die „Ruine nicht mehr verstecken“. Unterstützt wurde er dabei von Arseni Wladimirowitsch Maximow. Chodakowski führte das Lager der Befürworter des Schlosses an. Teile der Bevölkerung Kaliningrads setzten sich bis 1965 für den Erhalt des Schlosses ein.
Der Wiederaufbau der Ruinen gestaltete sich jedoch auch aus anderen Gründen als schwierig, so wegen der vorherrschenden industrialisierten Bauweise und dem zentralisierten Entscheidungsprozess. GOSSTROJ, die zentrale Moskauer Behörde für Städtebau und Stadtplanung, entschied über den Wiederaufbau jeder einzelnen Ruine Kaliningrads. In den 1960er Jahren musste Chodakowski daher erst eine detaillierte Dokumentation des Projektes mit Grund- und Aufrissen, ein Gutachten über die vorhandene Bausubstanz, diverse Fotos der Ruinen und Unterlagen über die für die Rekonstruktion veranschlagten Mittel in Moskau vorlegen. Deswegen erklärte Chodakowski:

„Im Zusammenhang mit dem gegenwärtigen Übergang zur industriellen Baumethoden, bei denen vorgefertigte Elemente benutzt werden, ist beim Wiederaufbau von Ruinen mit nichttypisierten Abmessungen eine Anwendung der vorhandenen typisierten Elemente praktisch unmöglich. Beim Wiederaufbau dieser Ruinen wird im wesentlichen nichtmechanisierte Handarbeit angewendet.“

Als 1961 Chodakowski Chefarchitekt Kaliningrads wurde, gab es im gesamten Stadtgebiet nur zehn Diplomarchitekten. Chodakowski schrieb 1961 einen Bericht für den Parteichef von Kaliningrad, G. Druzinski, und den Vorsitzenden des Stadtsowjets, N. Korowkin. Darin beschrieb er die Lage des Städtebaus im Kaliningrader Gebiet und beklagte, dass es zu wenig Architekten für den Wiederaufbau des alten Stadtzentrums Kaliningrads gäbe.
Nachdem Chodakowski offiziell zum Chefarchitekten ernannt worden war, ging er mit der Schlossrettung „an die Öffentlichkeit“. In seinem ersten Interview mit der Kaliningradskaja Prawda beschrieb er die Möglichkeit der Schlossrettung. Im September 1961 schrieb er einen Artikel, in dem er gegen den Abbruch der Schlossruine war:

„Sinnvoll wäre es mit einfachen Mitteln, die Ruinen in ein Denkmal gegen die verheerenden Kriege umzuwandeln, in einen Aufruf zur Völkerfreundschaft. Zum Beispiel durch die erleuchteten Silhouetten einer Friedenstaube, einer durchgestrichenen Bombe, eines Menschen, der ein Schwert zu einer Pflugschar umschmiedet oder einer Mutter, die ihr Kind ans Herz drückt, diese gigantischen Silhouetten vor dem Hintergrund der Schlossruinen könnten ein in seiner Eindrücklichkeit einmaliges architektonisches und künstlerisches Bild schaffen.“

Möglicherweise orientierte er sich dabei an der Vorkriegszeit. So schmückte den Kaiser-Wilhelm-Platz die Figur „Der Frieden“, eine weibliche Figur mit ihrem Kind.
Nachdem im September 1961 der Zeitungsartikel Chodakowskis mit seinen Vorschlägen für den Wiederaufbau der preußischen Residenz publiziert wurde, war das Interesse an den Königsberger Ruinen über die „Grenzen des Gebiets hinaus erweitert“. Parallel dazu wurden „andere, einflussreiche Abteilungen“ des Architektenverbandes über die Vorgänge in Kaliningrad informiert, vor allem die traditionsbewusste Sankt Petersburger Abteilung. Der Vorsitzende S. Speranski forderte in einem Brief vom 18. Januar 1962 an die Moskauer Zentrale der Architektenunion die Restaurierung der Baudenkmäler Kaliningrads. Speranski schrieb, dass es in Kaliningrad „eine bestimmte Tendenz“ gäbe, bei den geplanten Neugestaltungen und Abbruchmaßnahmen „nicht die im Zentrum der Stadt vorhandenen mittelalterlichen Gebäude des Schlosses und der Kathedrale zu berücksichtigen, die nach dem Projekt für den Abriss vorgesehen sind.“ Als Anlage fügte Speranski eine Expertise über den Wert des Königsberger Schlosses als Baudenkmal bei.
Chodakowskis Neuplanung des Stadtzentrums von 1961 und 1962 zeigen das Stadtzentrum Kaliningrads, mit dem Westflügel des Schlosses und Dom auf dem Kneiphof. Seine Entwurfsskizze zur Gestaltung des Stadtzentrums wurde am 20. September 1962 in der Kaliningradskaja Prawda abgedruckt.

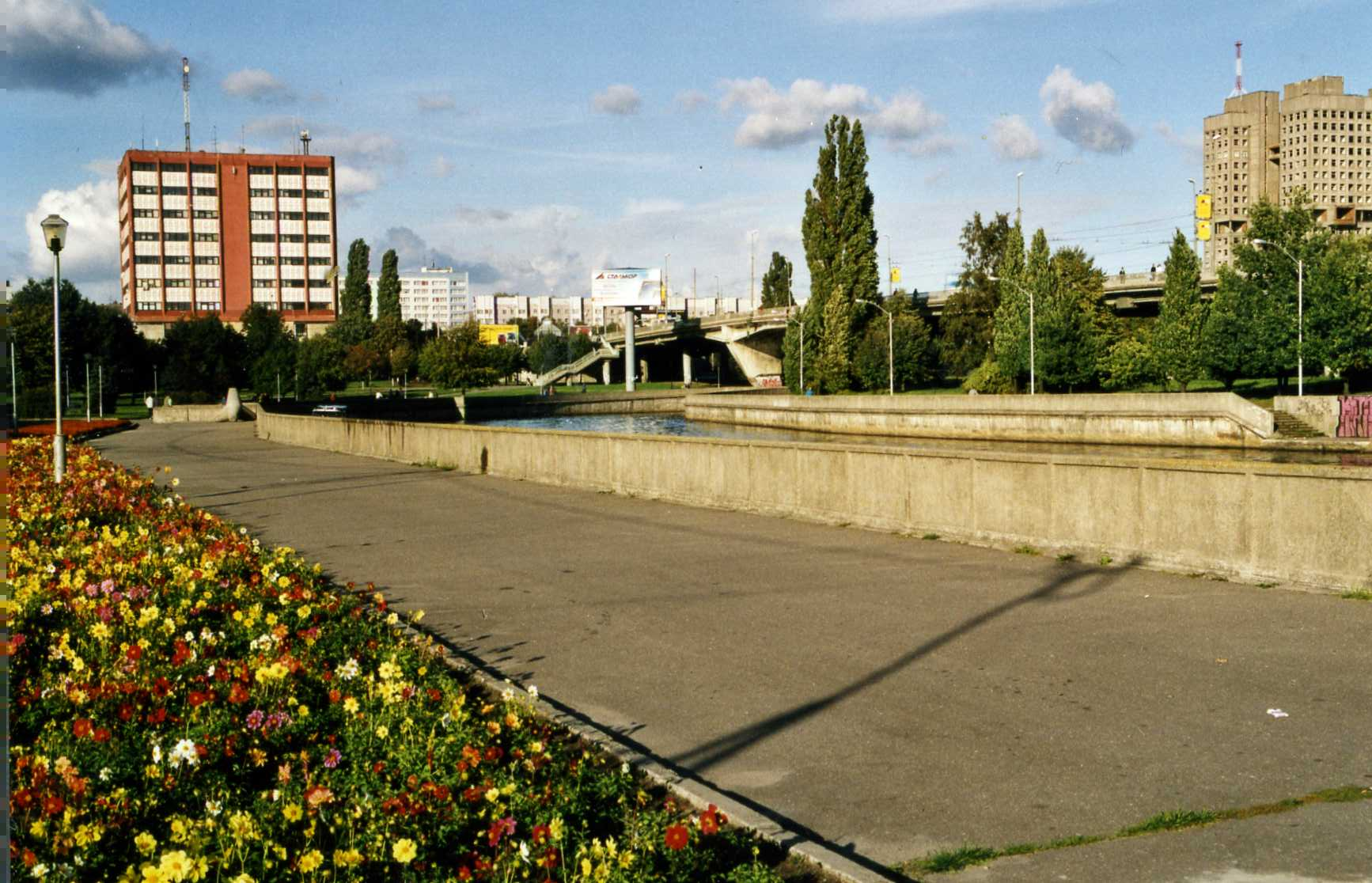
Der Blickwinkel von Chodakowski heute: Haus der Sowjets (rechts), Hotel Kaliningrad (Mitte) und Haus der Kommunikation-Telekom (links): „Akropolis der Moderne“ (Markus Podehl)

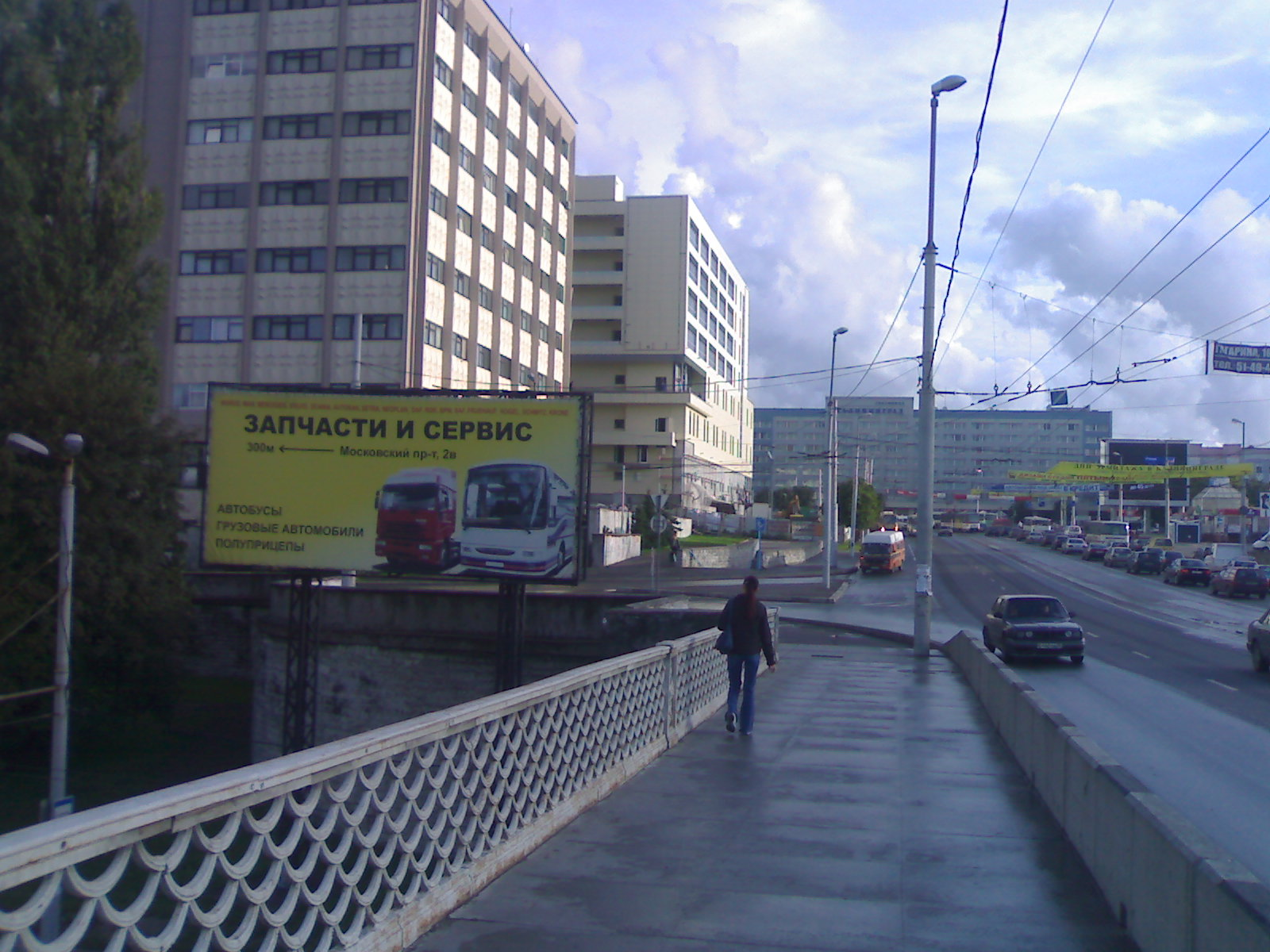
Der Blickwinkel von Chodakowski heute: Haus der Kommunikation-Telekom (links) und Hotel Kaliningrad (Mitte).

Ausgangspunkt ist der Blickwinkel von der ehemaligen Vorstadt über die Insel zum ehemaligen Schloss mit dem ehemaligen Gesecusplatz. Vom nördlichen Ende der früheren Vorstädtischen Langgasse (dann Majakowski-Straße) folgt der Blick des Betrachters dem breiten Lenin-Prospekt, der als 550 Meter lange Hochstraße die Dominsel überbrückt, zum anderen Pregelufer führt und sich hinter einer breiten Gabelung (Gesecusplatz) verliert.
Das Stadtbild zeigte nach dem Entwurf Chodakowskis von 1961 drei Gebäude bzw. Gebäudeteile des ehemaligen Königsberg, darunter die beiden Rundtürme und die durch Strebepfeiler stark gegliederte Westmauer der ehemaligen Königsberger Krönungskirche. An das Fragment des Schlosses sollte demzufolge ein Gebäudekomplex an dem ehemaligen Nordflügel angebaut werden, der auch den Unfriedtbau als neue Ostseite integrierte. Der Platz mit der südlichen Schaufassade mit Ziergiebel der Schlosskirche zum ehemaligen Kaiser-Wilhelm-Platz und der Platz, auf dem der Stülersche Schlossturm stand, sollte unbebaut bleiben. Andere historische Gebäude, die dort zu sehen sind, waren die Domruine und die Alte Börse. Unterhalb des früheren Schlossbergs, auf dem Areal der ehemaligen Altstadt, sollte ein großer Aufmarschplatz entstehen. Gebaut werden sollte dort ein flaches Hallengebäude. Fünf bis sechsgeschossige Plattenbauten befanden sich im Hintergrund.
1963 wurde auf Vorschlag Chodakowskis auf einer Versammlung der Kaliningrader Architektenunion ein Projekt vorgestellt, welches die Integration des Schlosses in ein zentrales Stadthaus vorsah. Dieser Vorschlag von 1963 bildete „in den folgenden Jahren die Grundlage alle Projekte der KOSA“. Das Stadthaus sollte Veranstaltungsräume, Restaurants und ein Museum über die Erstürmung Königsberg beinhalten.
Als Mitte 1963 seine Arbeit an einem neuen Projekt das Kaliningrader Stadtzentrum beginnen sollte, engagierte sich Chodakowski dafür, dass als Ergänzungsprojekt für die Planungsaufgabe der Erhalt des Schlosses aufgenommen werden sollte. Die Restaurierung des Schlosses wurde seine Vorbedingung, die in den Auftrag für GIPROGOR, das Staatliche Institut für Stadtplanung, eingearbeitet wurde.
Dies wurde jedoch vom Stadtexekutivkomitee abgelehnt. Daher ging er ein weiteres Mal an die Öffentlichkeit. Durch deren Mobilisierung versuchte er seinen mangelnden institutionellen Einfluss zu kompensieren und so die Stadtspitze zu zwingen, das abgelehnte Ergänzungsprojekt für die Planungsaufgabe doch noch zu billigen.
Daher schrieb er am 17. November 1963 einen ganzseitigen Artikel Leninski Prospekt in der Kalingradskaja Prada. Darin präsentierte er seine Idee eines Volkshauses, in dem die Schlossruine integriert war. Chodakowski präsentierte dabei auch eine neue politische Botschaft. Es war auch ein Plädoyer für eine offenere Gesellschaft. Es solle keine Bürofestung anstelle der Schlossruine erbaut werden, sondern das Schloss solle zu einem offenen Haus des Volkes und der Geschichte umgebaut werden. Er lehne es ab „anstelle des ehemaligen Schlosses einige große, rein dekorative Verwaltungsgebäude zu errichten, wie ein Haus der Sowjets usw.“ Er plädierte dabei für die „Entfaltung und Vervollkommnung der sozialistischen Demokratie, die weitere Entwicklung der demokratischen Grundlagen in den Verwaltungen, die Stärkung der Rolle der örtlichen öffentlichen Organisationen“. Er verwarf die Idee eines Hauses der Sowjets auf dem Schlossplatz. So kritisiert er „den Charakter und die Qualität der für die Stadt notwendigen Verwaltungsgebäude. Selbst annähernde Berechnungen zeigen, dass in den nächsten zehn Jahren die Stadt und das Gebiet nicht so einen großen Komplex von Verwaltungsgebäuden brauchen“.
Im Februar 1964 entwickelte Chodakowski eine neue Kompromiss-Strategie zur Rettung des Schlosses. Chodakowski wollte GIPROGOR davon überzeugen, dass ein neues Gebäude als Kontrast neben die Schlossruine gesetzt werden könne, statt auf den Fundamenten eines abgebrochenen Schlosses. Dadurch würde man die „Geschichte der Stadt nicht auslöschen“.
Als weiteres Argument gegen den Bau des Hauses der Sowjets nahm Chodakowski den damals geltenden Baustopp für Verwaltungsgebäude in Anspruch. Ein Verwaltungsgebäude als Ersatz für ein abzubrechendes Schloss sei auf Jahre nicht zu erwarten und „damit werden wir das Schloss retten“. Als weitere Maßnahme schlug Chodakowski vor, eine Reihe von Spezialisten nach Kaliningrad einzuladen, die über die Frage des Schlosses beraten sollten „um auf diese Weise unsere Meinung durchzusetzen.“
Am 26. und 27. März 1964 fand in Kaliningrad eine Konferenz von Architekten, Stadtplanern und Denkmalschützern mit einem Vortrag von Chodakowski statt. Dabei betonte er, dass das neue Kaliningrad nicht hässlicher werden dürfe, als das alte Königsberg, das zu den „größten und schönsten Städten des Baltikums“ zählte und startete den „Versuch, das Schloß als unverwechselbares Merkmal der Stadtlandschaft zu bewerten.“
Im März 1964 beklagte sich Chodakowski, dass Kaliningrad die „einzige immer noch stark zerstörte Großstadt“ der Sowjetunion sei. Später im Jahr 1964 „errang er lediglich einen einzelnen bescheidenen Erfolg“ und seiner Bitte nach mehr Architekten wurde entsprochen. Chodakowski hatte eine Reihe von Briefen an die Direktoren der Polytechnischen Institute und Architekturschulen geschrieben. Darin beklagte er, dass es in Kaliningrad zu wenig Architekten gäbe und forderte dazu auf, Diplomanden nach Kaliningrad zu schicken. Diese sollten vor Ort Projekte für das Kaliningrader Stadtzentrum entwickeln. Es kamen aber nur zwei Diplomanden aus Litauen nach Kaliningrad.
Der Brief des stellvertretenden Leiters der Abteilung Museen und Denkmalschutz, A. Sergin, vom 4. August 1964 bestärkte Chodakowskis Position, das Schloss zu restaurieren:

„Das Kulturministerium ist für den Erhalt der Überreste des Schlosses und begründet dies aus der historischen Bedeutung auch für das russische Volk.“

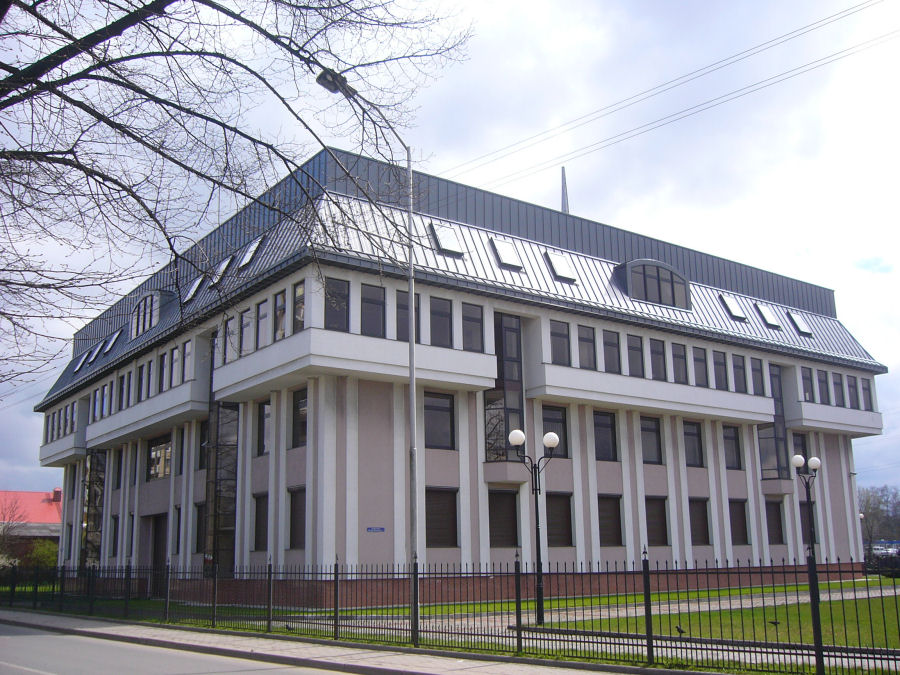
Kaliningrader Hafenbehörde

Leonid Breschnew ordnete jedoch die unverzügliche Sprengung an. In seinem Brief vom 20. November 1965 an Breschnew flehte Chodakowski um den Erhalt des Schlosses:

„«В настоящее время только Ваше вмешательство может остановить бессмысленные и непоправимые действия по разборке Калининградского замка. Убедительно прошу направить в г. Калининград специальную комиссию для изучения сложившегося положения, с целью принять решение достойное нашего государства».
Übersetzung: Derzeit kann nur Ihr Machtwort „den sinnwidrigen und nicht wiedergutzumachenden Abbruch des Schlosses“ beenden. Ich fordere Sie auf, in Sachen Kaliningrad eine Sonderkommission zu entsenden, um die Situation zu studieren und eine Entscheidung zu treffen, die unseres Staates würdig ist.“

Nach der Sprengung 1965 trat Chodakowski als Stadtarchitekt zurück.
Von 1965 bis 1994 war er als Chefarchitekt im 28. Wojenmorprojekt (russisch 28‑м „Военморпроекте“), der Kaliningrader Abteilung des staatlichen Instituts für Projekte des Meerestransports (russisch Калининградский филиал государственного морского проектного института) tätig. Dort war er u a. für die Projektierung von Hotels und Gaststätten, eines Kinos sowie von 5- und 9-stöckigen Häusern in einem Neubaugebiet von Baltijsk verantwortlich.